# Kairos (filozofia)

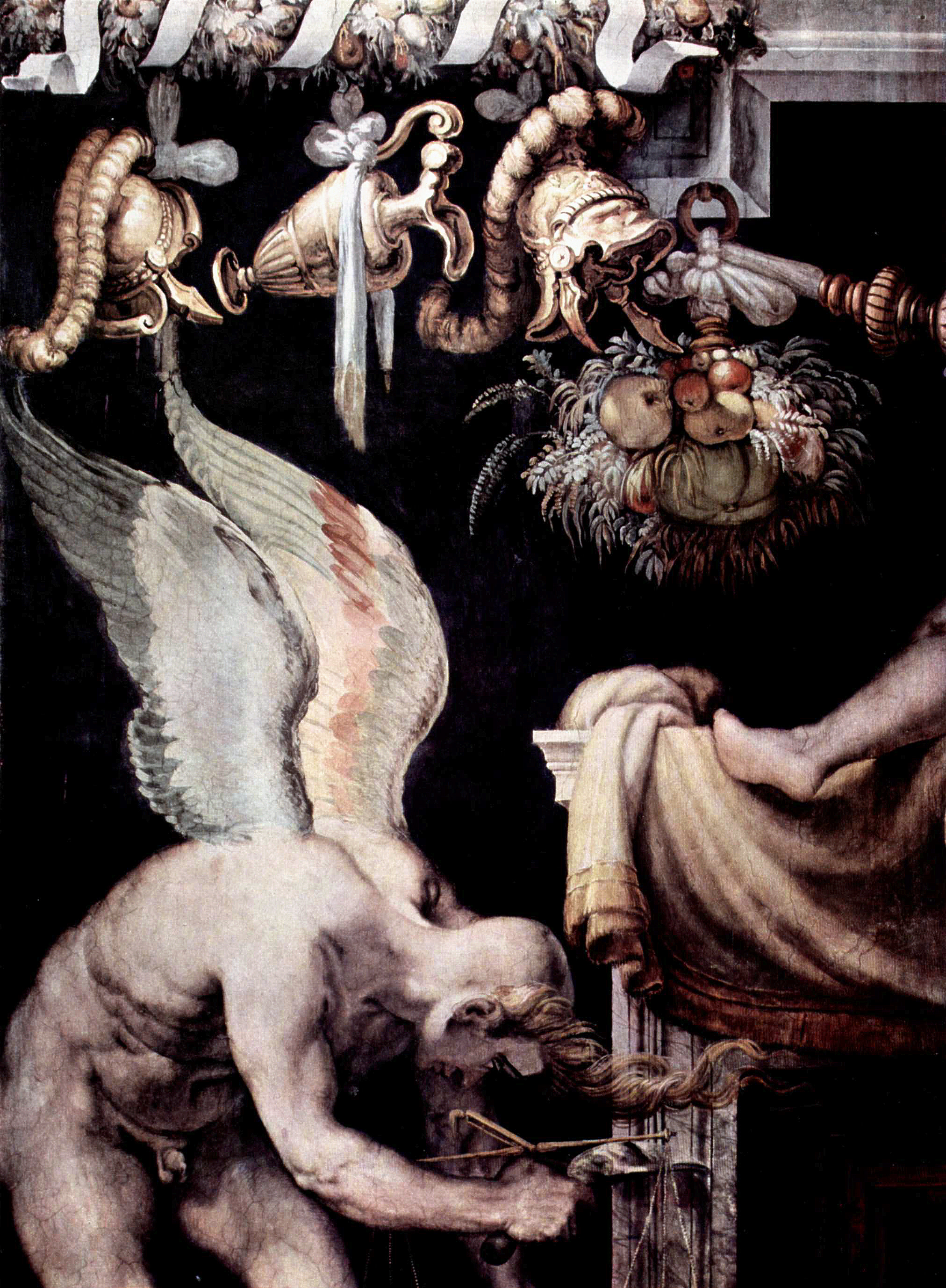
Kairos na fresku Francesco Salviati w sali audiencyjnej Palazzo Sacchetti w Rzymie, 1552/54

Kairos (gr. καιρός; 'odpowiedni moment, pora') – słowo pochodzące ze starożytnej Grecji będące religijno-filozoficznym terminem na sprzyjający czas decyzji, który niewykorzystany miałby niekorzystny wpływ na dalsze koleje życia. Pojęcie oznaczające zwrotny moment życiowy (kryzys), w którym człowiek jest zmuszony przez los do podjęcia rozstrzygającej decyzji, która radykalnie odwraca dotychczasowy bieg zdarzeń.
W teologii kairos oznacza określony moment w dziejach, w którym Bóg dokonuje zbawczego działania. W mitologii greckiej istnieje bóstwo będące personifikacją chwili podjęcia rozstrzygającej decyzji zwane Kairos.

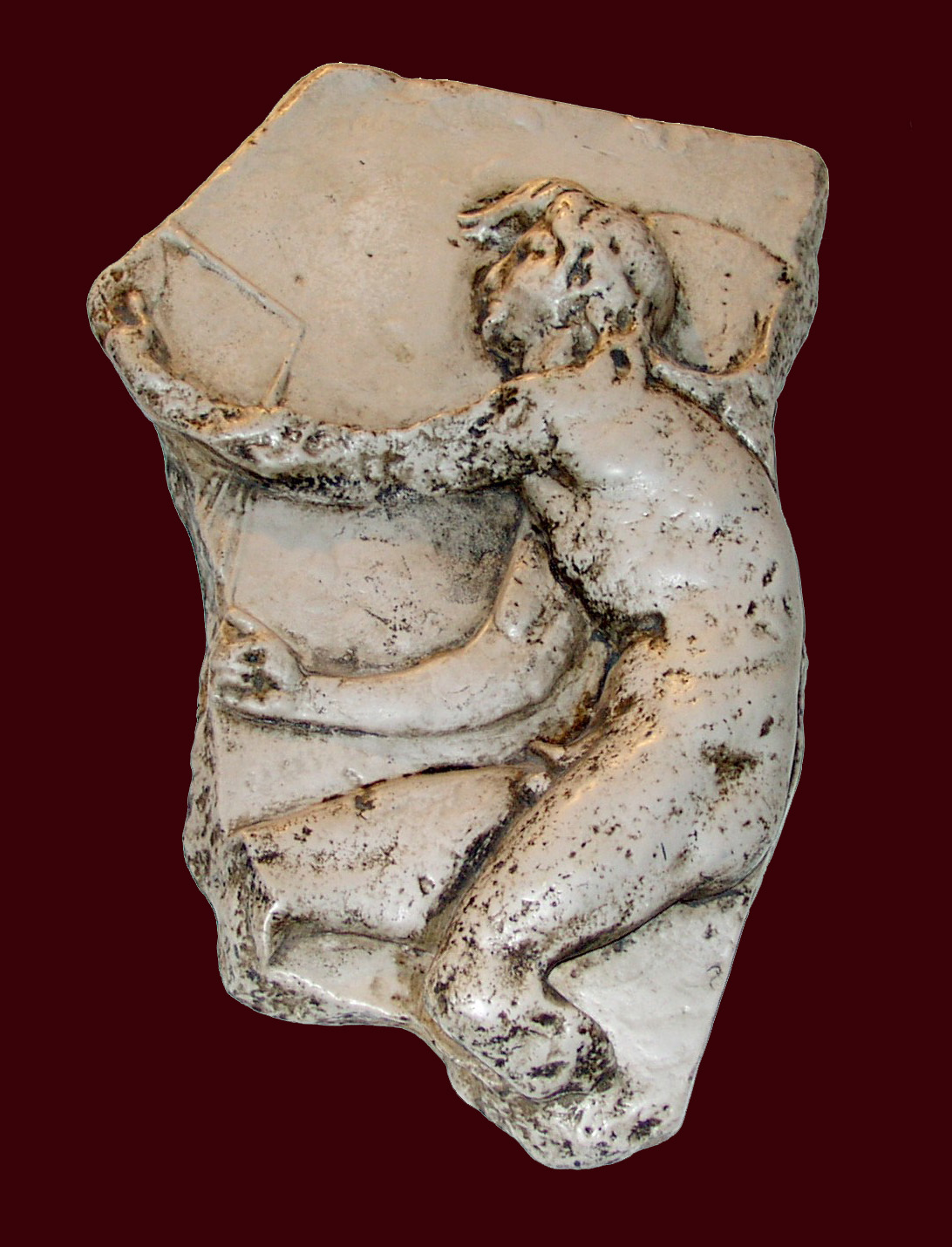
Kairos – część płaskorzeźby z marmuru

## Filozofia
W języku starogreckim termin Kairos jest zapisywany jako właściwy czas. Kontrastuje to z długim okresem  Chronos  i  dzień. Po raz pierwszy ta osobliwość najstarszej greckiej koncepcji czasu została sproblematyzowana w eseju Hermann Fränkel (1931). Dyskusja była między innymi kontynuowana przez Michaela Theunissena w analizie poezji Pindara.
W tekstach biblijnych słowo Kairos jest używane w odniesieniu do określonego przez Boga punktu w czasie, szczególnej szansy i możliwości wypełnienia zlecenia.
W filozofii jest to sam decydujący moment, w religii Kairos oznacza również decyzję między przekonaniem a niewiarą.

## Reprezentacja w sztuce

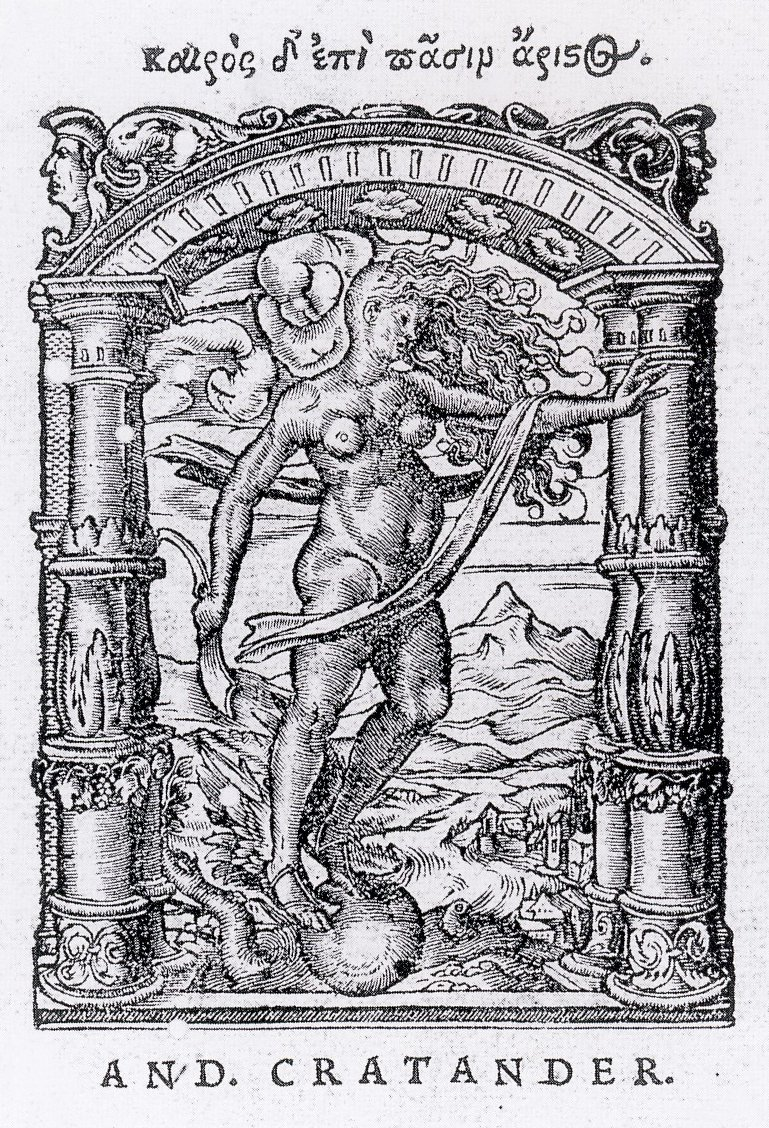
Matryca drukarska dla Andreas Cratander wg Hansa Holbeina (młodszego), 1522

Archetypem wszystkich przedstawień Kairosa jest zaginiona rzeźba z brązu Lizypa z Olimpii, z której zachowały się tylko fragmenty kopii rzymskiego marmuru. Marmurowa płaskorzeźba przechowywana w Turynie, przedstawia boga jako kroczącego, nagiego młodzieńca z grzywką z kręconych włosów i ogoloną tylną częścią głowy. Z ramion i pięt wyrastają mu skrzydła. W lewej ręce trzyma wagę uchylną, podczas gdy palec wskazujący prawej ręki wskazuje na tonącą prawą szalkę wagi. W oparciu o ten model niektóre przedstawienia zostały zachowane na starożytnych pieczęciach i sarkofagach. Decydującym bodźcem do promowania przejścia Kairosa ze starożytności była łatwość dostosowania jego alegorycznych wyobrażeń do chrześcijańskiej moralizacji i ikonografii dydaktycznej.
W powieści Bieguni (2007) Olgi Tokarczuk znajduje się fraza Wystąpiła chwila Kairosa. Cytat z książki Olgi Tokarczuk pojawił się na transparentach podczas protestów  studentów w Serbii w lutym 2025.